# Християнсько-демократична організація Америки
Християнсько-демократична організація Америки (ісп. Organización Demócrata Cristiana de América, ODCA) — міжнародне об'єднання політичних партій Латинської Америки, чия ідеологія ґрунтується на принципах християнської демократії і християнського гуманізму, тобто, гуманізму, визнає наявність духовного виміру у природи людини і відданого ідеалам братства. Афілійована з Центристським демократичним інтернаціоналом, є регіональним партнером Європейської народної партії та регіональних організацій християнсько-демократичних партій країн Азії та Африки.
Деякі з партій-учасниць об'єднання є правлячими в своїх країнах, інші знаходяться в опозиції. В даний час організація об'єднує 34 політичні партії з 21 країни Латинської Америки, які представляють близько 30% всіх зареєстрованих виборців в своїх країнах і 10% від усього населення регіону. 
Під егідою Християнсько-демократичної організації Америки діють Молодіжна християнсько-демократична організація Америки (ісп. Juventud de la Organización Demócrata Cristiana de América, JODCA), «Жінки християнські демократи Америки» (ісп. Mujeres Demócrata-Cristianas de América, MUDCA); «Фронт робочих — християнських демократів Латинської Америки» (ісп. Frente de Trabajadores Demócrata-Cristianos de América Latina, FETRALDC); «PARLAODCA» і мережа політичних фондів та інститутів.

## Історія
23 квітня 1947 року під час зустрічі в Монтевідео (Уругвай) група політичних діячів Аргентини, Бразилії, Чилі та Уругваю домовилися про необхідність створення міжнародної організації християнських демократів Латинської Америки. Трохи пізніше до них приєдналися представники християнських демократів Болівії і Перу. На зустрічі в Монтевідео була створена «Міжнародна секція», до якої увійшли Мануель Вісенте Ордоньес (Аргентина), Трісао де Атаїда (Бразилія), Едуардо Фрей Монтальва (Чилі) і Дардо Регулес (Уругвай). Декларація, прийнята учасниками зустрічі в Монтевідео 23 квітня 1947 року, проголошувала метою нової організації створення руху на наднаціональній основі, який буде сприяти досягненню реальної політичної, економічної і культурної демократії на основі принципів християнського гуманізму, поваги до людської особистості і духу общинного розвитку, виступаючи проти тоталітаризму. 
25-31 липня 1949 року в Католицькому клубі Монтевідео пройшла друга зустріч за участю представників Аргентини, Бразилії, Колумбії, Чилі, Перу та Уругваю, до яких приєдналися політики Еквадору та Болівії.
29 липня 1961 року в Сантьяго (Чилі) був заснований Всесвітній християнсько-демократичний союз (нині центристський демократичний інтернаціонал). З моменту заснування християнсько-демократичного інтернаціоналу Християнсько-демократична організація Америки є його частиною і регіональною організацією.
На XVI конгресі 8 жовтня 2000 року в Сантьяго (Чилі) була сформульована поточна стратегія організації, спрямована на розширення участі в її роботі гуманістичних і центристських партій, чиї погляди близькі до християнської демократії.    
На позачерговому конгресі в Панамі 7 травня 2011 року було затверджено Статут, яким в даний час регулюється діяльність організації.

## Конгреси
- I конгрес — 23 квітень 1947 Монтевідео (Уругвай)
- II конгрес — 25 — 31 липня 1949 Монтевідео (Уругвай)
- III конгрес — грудень 1955, Сантьяго (Чилі)
- IV конгрес — вересень 1957 Сан-Паулу (Бразилія)
- V конгрес — жовтень 1959 Ліма (Перу)
- VI конгрес — 1964, Каракас (Венесуела)
- VII конгрес — грудень 1969 Санто-Домінго (Домініканська республіка)
- VIII конгрес — 29 серпня — 1 вересня 1974, Віллемстад (Кюрасао)
- IX конгрес — листопад 1977, Каракас (Венесуела)
- X конгрес — 3 — 5 грудня 1981, Каракас (Венесуела)
- XI конгрес — 1985
- XII конгрес — 1990
- XIII конгрес — 28 — 30 листопада 1991 року, Каракас (Венесуела)
- XIV конгрес — 1 — 2 липня 1995 року, Сан-Хосе (Коста-Рика)
- XV конгрес — 2 — 4 квітня 1998 Сан-Хосе (Коста-Рика)
- XVI конгрес — 8 жовтня 2000, Сантьяго (Чилі)
- XVII конгрес — 25 жовтня 2003, Каракас (Венесуела)
- XVIII конгрес — 11 листопада 2006, Сантьяго (Чилі)
- XIX конгрес — 30 — 31 липня 2010, Сан-Сальвадор (Сальвадор)
- XX конгрес — 23 — 24 серпня 2013, Мехіко (Мексика).

## Структура
Вищим органом Християнсько-демократичної організації Америки є Конгрес, який обирає Рада і Керівний комітет, а також Президія, яка разом з Виконавчим секретаріатом здійснює оперативне керівництво організацією. 
- Голова — Хорхе Морено Осехо (Мексика).[6]

- Виконавчий секретар — Франсиско Хав'єр Хара (Чилі).